# Земская почта Вельского уезда
Зе́мская по́чта Ве́льского уе́зда — земская почта, организованная земской управой Вельского уезда Вологодской губернии. Существовала с 1876 года. В уезде выпускались собственные земские марки.

## История почты
С 1876 года в Вельском уезде функционировала сельская почта между уездным центром (город Вельск) и его окраиной — Устьянским краем (8 волостей), которая отправлялась один раз в неделю и доставляла простые и денежные почтовые отправления.
Постановление уездного собрания по докладу управы «О земской почте и заготовлении марок для пересылки по оной писем» 1885 года:

«для прекращения же перевозки писем и посылок, не оплаченных установленным в пользу земства сбором, что бы на каждом письме была земская марка, а потребное количество марок заготовить на счет канцелярских сумм; марки разослать в волостные правления и снабжать ими рассыльных управы с учетом».— Журнал уездного земского собрания от 19.10.1885 г.
С 07 февраля 1886 года для оплаты доставки частных почтовых отправлений были введены земские почтовые марки номиналом 3 копейки.

## Выпуски марок
Вельские земские марки выпуска 1886 года номиналом 3 копейки печатались в Москве в частной типографии. На рисунке марок присутствовал герб Вологодской губернии.
Второй заказ на изготовление марок в количестве 5 тысяч штук был сделан в 1887 году в московской типолитографии Ф. И. Нейбюргера.
В 1888—1891 годах ежегодно в той же типолитографии были изготовлены новые издания Вельских земских марок: в 1888 г. — 6000, в 1889 г. — 5000, в 1890 г. — 7000, в 1891 г. — 7000 марок. Следующий заказ был сделан в 1894 году, а с 1898 года заказы на изготовление марок снова стали ежегодными. Выпуски Вельских земских марок пользовались большим спросом у филателистов и торговцев марками.
Начиная с 1902 года марки Вельской земской почты печатались в Экспедиции заготовления государственных бумаг, на них было изображение помимо губернского (рука, держащая золотую державу и меч), ещё и уездного герба (с изображением бочки, наполненной дёгтем, символизирующей распространенное в уезде производство дёгтя и торговлю им).
По данным официальных документов ЭЗГБ было изготовлено: в марте 1905 года — 20 тысяч, в мае — 4 тысяч, в августе — 25 тысяч и в октябре — 4125 марок; в 1906 году — 34 тысяч штук, в 1907 и 1908 годах — по 35 тысяч штук, в 1909 году — 36650 штук, в 1910 году — 30 тысяч штук, в 1912 году — 5 тысяч штук, в 1914 году — 12 125 штук, в 1915 году — 12250 штук и в 1916 году — 10875 штук.

## Гашение марок
Гашение марок осуществлялось чернилами (перечёркиванием и надписыванием даты), а также круглыми, овальными и прямоугольными штемпелями.